# Bild Nr. 107
Komposition nach Entwurf Nr. 19 aus dem Bestand des Kunstmuseums Den Haag

Link zum Bild

Baum aus dem Bestand des Kunstmuseums Den Haag

Link zum Bild

Das Bildnis Bild Nr. 107 ist ein abstraktes Gemälde von Jacoba van Heemskerck von 1920, in der sich ihre spirituelle Weltsicht widerspiegelt. Es ist im Besitz des Kunstmuseums Den Haag.

## Beschreibung
Das Bild in starken Farben zeigt einen abstrahierten Baum in der Farbe Lila. Organische Bänder in den expressiven Farben Blau, Grün, Violett und Orange füllen die Bildfläche. In der Auflösung von natürlichen Farben und Formen äußerte sich die spirituelle Weltsicht der Künstlerin. Das Gemälde ist mit „Jacoba v Heemskerck“ signiert.

## Geschichte des Bildes und Provenienz
Das Bild entstand in der Zeit, als Heemskerck begonnen hatte, sich intensiv mit Rudolf Steiners Anthroposophie zu beschäftigen und danach strebte, ihre innere Welt auszudrücken. 1918 fand sie zu ihrer „endgültigen“ Farbpalette. Danach verwendete sie fast immer Schwarz, Weiß, Grün, Rot, Blau, Violett und Gelb-Orange. Ihr Werk wurde charakterisiert mit „dynamischer, schwungvoller, die Umrisse scheinen sich aufzulösen, alles geht ineinander über, alles wird eins.“ Neben Malerei und Glasmalerei wandte sie sich nun auch der Bleiverglasung und dem Glasmosaik zu, obwohl diese Techniken damals als Kunsthandwerk angesehen wurden und deswegen einen geringeren Stellenwert hatten.
Das Bild Nr. 107 zeigt das gleiche Motiv wie die Bleiverglasung Compositie naar ontwerp no. 19 (Boom) (Komposition nach Entwurf Nr. 19 (Baum)) und das Glasmosaik Compositie (Boom) (Komposition (Baum)), die im gleichen Jahr entstanden. Heemskerck griff für ihre Glasfenster oft auf bestehende Darstellungen aus ihrer Malerei, Zeichnung oder Grafik zurück. Ab 1914 gab Heemskerck ihren Werken Namen wie Bild, Komposition oder Zeichnung, gefolgt von einer Nummer.
Das Bild gehörte zum Nachlass von Marie Tak van Poortsvliets. Daraus ging es in den Besitz des Kunstmuseums Den Haag über.

## Motiv
Um das Geistige darzustellen, verwendeten Anfang des 20. Jahrhunderts Künstler und Künstlerinnen gerne einen Baum als Motiv. Der Baum des Lebens ist als „Weltachse“ ein in der Religionsgeschichte verbreitetes Symbol, das die Verbindung von Sichtbarem und Unsichtbarem, von der materiellen Welt und dem Kosmos zeigt. In dieser Sicht symbolisieren die Baumwurzeln die Unterwelt, der Stamm die Welt und die Krone steht für den grenzenlosen Himmel. In der Malerei Heemkercks spielen Bäume eine wichtige Rolle: „Der Baum als ewiger Kreislauf, der Himmel und Erde verbindet, ein geschlossener Kreis, der Gegensätze in Harmonie miteinander vereint.“

## Bewertung
Laura Stamps bemerkte, dass das Gemälde zwar einen Baum zeige und die Farben symbolisch interpretiert werden könnten, jedoch ginge es in erster Linie „um die unmittelbare Erfahrung der Farben und ihre Wirkung auf die Betrachter*innen“. Durch die geschlängelten Linien würde eine Bewegung suggeriert, an der alle Farben beteiligt sind. Auf diese Weise würde das Bild eine große Vitalität ausstrahlen. Bei der Ausführung in Bleiverglasung wären die Farben „im wahrsten Sinne des Wortes ’leuchtend geistlich’, denn je nach Lichtstärke und -einfall ändert sich die Farbwirkung der Glasstücke“. Sie ergänzte: „Die Lebendigkeit, die das Gemälde ausstrahlt, wird in der Bleivergasung noch vertieft und steigert die Möglichkeit einer spirituellen Erfahrung.“
Das Glasmosaik Komposition (Baum) scheint eine Umsetzung des Gemäldes und des Glasfensters in einer anderen Technik zu sein. Doch Stamps hebt hervor, dass die Symbolik in dieser Fassung mehr in den Vordergrund dränge. Im Glasmosaik füllt ein blauer Baum die ganze Bildfläche aus und der Stamm, der innen rot ist, teile das Bild vertikal in zwei Hälften. Die Äste ragen anders als in den anderen beiden Fassungen nicht nach oben, sondern sind nach unten gebogen, „als würden sie im Boden wurzeln“.

## Ausstellungen
- 1921 Berlin (Nr. 11)[4]
- 1921 Berlin (Nr. 84)[4]
- 1922 Berlin (Nr. 83)[4].
- 1923 Berlin (Nr. 28)[4]
- 1933/34 Den Haag/Utrecht[4]
- 1980/81 Stuttgart[4]
- 1981 Utrecht (Nr. 82)[4]
- 1982 Den Haag[4]
- 1983 Berlin (Nr. 32)[7]
- 1984 Middelburg[4]
- 1994/95 Laren (Nr. 47)[4]
- 2005 Den Haag[4]
- 2019 Pieters[7]
- 2021 Bielefeld[7][8]

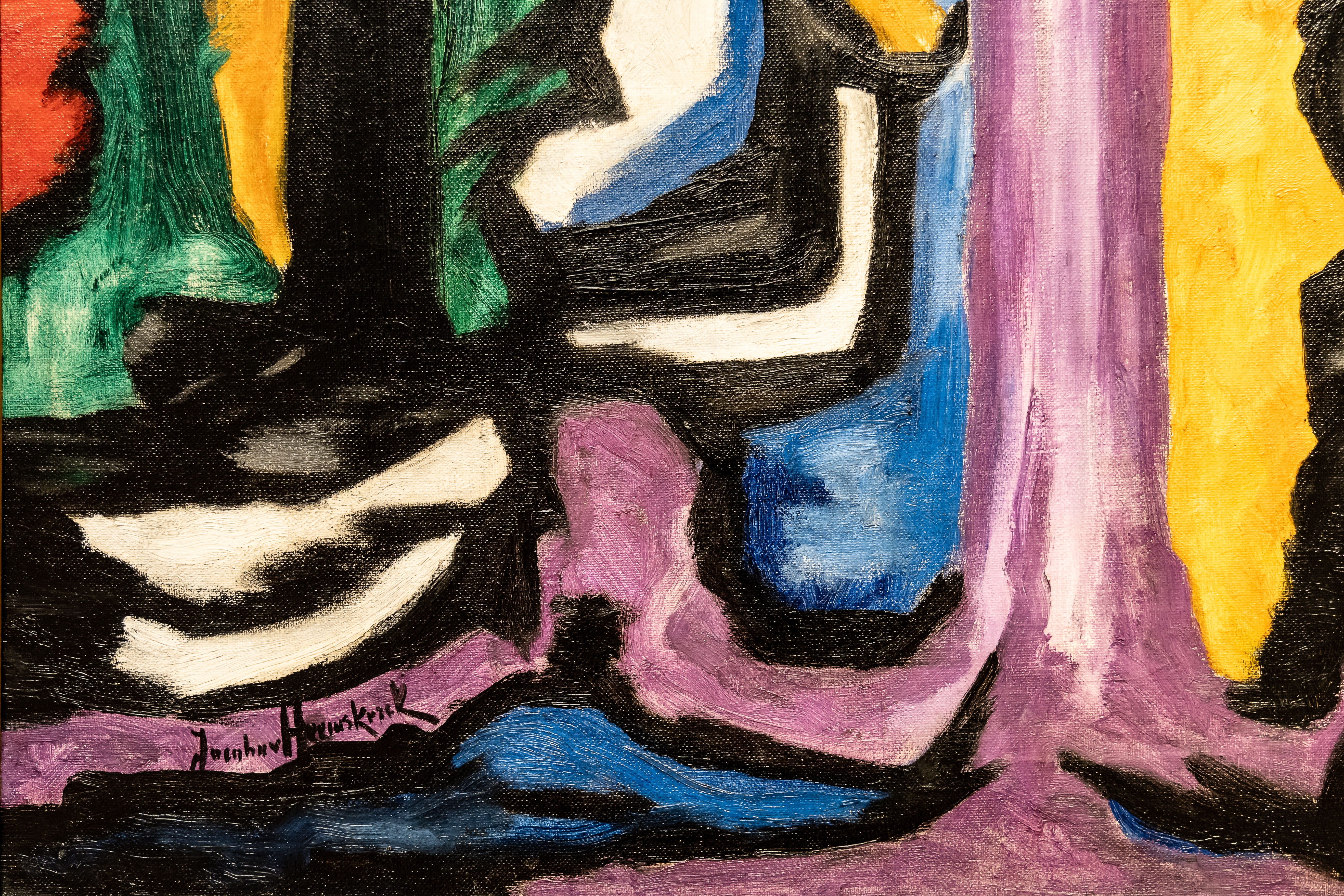
Detail des Bilds Nr. 107 mit Signatur der Künstlerin

- 2023: „Wolken und Licht. Impressionismus in Holland“, Museum Barberini, Potsdam[9]